# 삼국유사로
삼국유사로(Samgugyusa-ro)는 대한민국의 대구광역시 군위군 삼국유사면에서 시작하여, 경상북도 영천시 화북면을 거쳐 연결하는 도로이다.

## 노선 경로
| 이름        | 접속 노선                         | 소재지 | 소재지     | 비고 |
| ----------- | --------------------------------- | ------ | ---------- | ---- |
| 화수삼거리  | 국도 제28호선 (동부로 / 교차지점) | 군위군 | 삼국유사면 |      |
| 일연교      |                                   | 군위군 | 삼국유사면 |      |
| 화북교      |                                   | 군위군 | 삼국유사면 |      |
| 용아 교차로 | 괴산길                            | 군위군 | 삼국유사면 |      |
| 용아교      |                                   | 군위군 | 삼국유사면 |      |
| 가암삼거리  | 아미산로                          | 군위군 | 삼국유사면 |      |
| 상송 교차로 | 국도 제35호선 (천문로 / 교차지점) | 영천시 | 화북면     |      |

## 주요 건물 및 시설
- 삼국유사우체국 - 대구광역시 군위군 삼국유사면 삼국유사로 28
- 인각사 - 대구광역시 군위군 삼국유사면 삼국유사로 250
- 한국수자원공사 군위댐관리단 - 대구광역시 군위군 삼국유사면 삼국유사로 418
- 군위농협 삼국유사지점 - 대구광역시 군위군 삼국유사면 삼국유사로 452
- 의흥초등학교 석산분교장 - 대구광역시 군위군 삼국유사면 삼국유사로 1314
- 삼국유사면사무소 - 대구광역시 군위군 삼국유사면 삼국유사로 448
- 고로파출소 - 대구광역시 군위군 삼국유사면 삼국유사로 448-7
- 석산보건진료소 - 대구광역시 군위군 삼국유사면 삼국유사로 1328-4

## 같이 보기
- 군위호